# Emilia Fester
Emilia Johanna Fester (nascida a 28 de abril de 1998) é uma política alemã da Aliança 90/Os Verdes. Ela foi eleita membro do Bundestag alemão nas eleições federais de 2021 aos 23 anos, tornando-se no membro mais jovem do Bundestag.